# Tord Claeson
Tord Claeson, född 1938 i Varberg, är en svensk fysiker.
Claeson blev 1981 professor i fysik vid Chalmers tekniska högskola. Han blev 1985 ledamot av Kungliga Vetenskaps- och Vitterhetssamhället i Göteborg och 1988 ledamot av både Vetenskapsakademien och Ingenjörsvetenskapsakademien. Han var 1992-2000 ledamot av Vetenskapsakademiens Nobelkommitté för fysik. 2018 promoverades han till jubeldoktor vid Chalmers tekniska högskola, en utmärkelse som ges till personer som disputerat 50 år tidigare vid samma lärosäte.